# 长寿镇 (钟祥市)
长寿镇，是中华人民共和国湖北省荆门市钟祥市下辖的一个乡镇级行政单位。

## 行政区划
长寿镇下辖以下地区：
长寿社区、普门村、廖湾村、长岗寺村、清河村、刘畈村、红岭村、长寿村、黄坡村、汪湾村、朱坡村、五星村、汤林村、曾坡村、张岗村和杨畈村。